# 山口厚
山口 厚（やまぐち あつし、1953年11月6日 - ）は、日本の法学者（刑法）。勲等は旭日大綬章。学位は、学士（法学）。元最高裁判所判事。東京大学名誉教授、早稲田大学名誉教授。

## 人物
大学3年次に司法試験に合格。団藤重光の講義を通じて刑法と出会い、恩師である平野龍一との出会いを通じて、研究者としての途を歩むことになった。
司法試験委員会委員長や日本刑法学会理事長も務めた、刑法理論研究の第一人者である。
2025年春の叙勲で旭日大綬章を受章した。

## 略歴
- 1953年新潟県生まれ。目黒区立鷹番小学校、目黒区立東山中学校卒業
- 1972年 - 東京教育大学附属駒場高等学校卒業
- 1974年 - 司法試験合格
- 1976年 - 東京大学法学部卒業
- 1976年 - 東京大学法学部助手
- 1979年 - 東京大学法学部助教授
- 1982年8月 - ハーバード大学ロー・スクール客員研究員（至1983年6月)
- 1992年 - 東京大学大学院法学政治学研究科教授
- 2002年まで旧司法試験第二次試験考査委員（刑法）
- 2006年より新司法試験考査委員（刑法）
- 2009年 - 日本刑法学会理事長（2015年5月まで）
- 2012年 - 東京大学大学院法学政治学研究科長・法学部長、司法試験委員会委員長
- 2014年3月 - 東京大学退職
- 2014年4月 - 早稲田大学大学院法務研究科教授
- 2014年6月 - 東京大学名誉教授[6]
- 2016年8月 - 第一東京弁護士会へ弁護士登録（現在は登録抹消）、桃尾・松尾・難波法律事務所
- 2017年1月 - 早稲田大学法学部大学院法務研究科退職
- 2017年2月 - 最高裁判所判事
  - 山口は弁護士出身枠として最高裁判事となったと言われているが、日本弁護士連合会が推薦した最高裁判事の候補者には含まれておらず、実際には弁護士登録からわずか1年未満であり、実質的には法学者出身枠の最高裁判事と同様のキャリアである中で第3次安倍内閣の判断によって最高裁判事に任命された[7]。そのため慣行破りとの批判や最高裁人事の多様性といった賛成など、就任には賛否両論があった。なお、最高裁判事には、裁判官出身者6名、弁護士出身者4名、検察官出身者2名、行政官出身者2名、法学者出身者1名という出身分野による枠が存在していると言われているが、これはあくまで近年はこのような構成になっているという傾向に過ぎず、法定されているわけでもないため、枠を重視すべきではないとの指摘や、山口は弁護士枠ではなく法学者枠であって、最高裁判事の法学者枠が増えた（代わりに弁護士枠が減った）と解するべきとの指摘もある。
- 2017年10月22日 - 最高裁判所裁判官国民審査において、罷免を可とする票4,348,553票、罷免を可とする率7.94%で信任[8]。
- 2023年11月5日 - 最高裁判所判事を定年退官

## 学説
結果無価値論者。助教授時代の論文『「原因において自由な行為」について』で、当時通説的見解であった間接正犯類似説が原因行為を実行行為としていたことに対し、その必然性はないと批判した平野龍一の問題意識を発展させて精密化し、結果無価値論の立場から未遂犯の処罰根拠を結果の危険と解した上で、その処罰範囲を法益侵害の危険性の相当な原因となった行為に限定するとの理論を展開した。

その後の『危険犯の研究』で、結果無価値論の立場から危険犯の処罰根拠を精密化し、抽象的危険犯においても結果の発生がない場合が想定できると準抽象的危険犯の概念を提唱した。小林憲太郎立教大学教授は、『問題探究刑法総論』は日本刑法学史において最も重要な業績と評価する。

平成29年6月23日公布（7月13日施行）となった改正刑法においての性犯罪関係の検討を行った「性犯罪の罰則に関する検討会」では座長を務めた。刑法は、この改正により、性犯罪について、これまでの強姦罪は内容が改められる（非親告罪化、男性による女性の姦淫以外も罰する対象となる）と共にその名称が消えて強制性交等罪となり、また性犯罪の凶悪化に対応するため平成16年の刑法改正で設けられた集団強姦罪は消滅する事となった。
- 構成要件論：実行行為概念の判断基準の明確化、因果関係の判断枠組み（判例）の支持と基準の明確化（従来の相当因果関係説の判断基底論の不採用）、正犯性論における結果原因支配（下位基準として遡及禁止論）の採用。
- 違法論：主観的違法要素の原則的否定（法益侵害の危険を基礎づける限りで承認）。
- 責任論：事実の錯誤論における具体的法定符合説、制限責任説、修正旧過失論の採用。
- 共犯論：因果共犯論および制限従属性説（混合惹起説）の採用。
- 未遂犯と不能犯の区別における修正された客観説、中止犯における新たな政策説（意識的危険消滅説）。

### 著名な門下生
髙山佳奈子（京都大学教授）
島田聡一郎（元早稲田大学教授）
和田俊憲（東京大学教授）
深町晋也（立教大学教授）
古川伸彦（名古屋大学教授）
樋口亮介（東京大学教授）
嶋矢貴之（神戸大学教授）

## 業績

### 著作
単著
- 『「原因において自由な行為」について』（団藤重光博士古希祝賀論文集2巻、1981年）
- 『危険犯の研究〔新装版〕』（東京大学出版会、2024年・初版1982年）
- 『問題探究刑法総論』（有斐閣、1998年）
- 『問題探究刑法各論』（有斐閣、1999年）
- 『クローズアップ刑法総論』（成文堂、2004年）
- 『クローズアップ刑法各論』（成文堂、2008年）
- 『刑法〔第4版〕』（有斐閣、2025年・初版2005年）
- 『刑法総論〔第3版〕』（有斐閣、2016年・初版2001年）
- 『刑法各論〔第3版〕』（有斐閣、2024年・初版2005年）
- 『新判例から見た刑法〔第3版〕』（有斐閣、2015年・初版2006年）
- 『刑法入門』（岩波新書新赤版1136、2008年）
- 『基本判例に学ぶ刑法総論』（成文堂、2010年）
- 『基本判例に学ぶ刑法各論』（成文堂、2011年）

編著
- 『ケース＆プロブレム刑法総論』（弘文堂、2004年）
- 『ケース＆プロブレム刑法各論』（弘文堂、2006年）

共著
- （町野朔・堀内捷三・西田典之・前田雅英・林幹人・林美月子）『考える刑法』（弘文堂、1986年）
- （佐伯仁志・井田良）『理論刑法学の最前線』（岩波書店、2001年）
- （佐伯仁志・井田良）『理論刑法学の最前線II』（岩波書店、2006年）

共編著
- （西原春夫・松宮孝明・新倉修・井田良）『刑法マテリアルズ』（柏書房、1995年）
- （西田典之・佐伯仁志）『判例刑法総論〔第5版〕』（有斐閣、2009年・初版1994年）
- （西田典之・佐伯仁志）『判例刑法各論〔第5版〕』（有斐閣、2009年・初版1992年）
- （西田典之・佐伯仁志）『注釈刑法　第1巻』（有斐閣、2010年）
- （川端博・井田良・浅田和茂）『理論刑法学の探究〈1〉』（成文堂、2008年）
- （川端博・井田良・浅田和茂）『理論刑法学の探究〈2〉』（成文堂、2009年）
- （川端博・井田良・浅田和茂）『理論刑法学の探究〈3〉』（成文堂、2010年）
- （川端博・井田良・浅田和茂）『理論刑法学の探究〈4〉』（成文堂、2011年）
- （川端博・井田良・浅田和茂）『理論刑法学の探究〈5〉』（成文堂、2012年）
- （川端博・井田良・浅田和茂）『理論刑法学の探究〈6〉』（成文堂、2013年）
- （川端博・井田良・浅田和茂）『理論刑法学の探究〈7〉』（成文堂、2014年）
- （川端博・井田良・浅田和茂）『理論刑法学の探究〈8〉』（成文堂、2015年）
- （中谷和弘）『安全保障と国際犯罪』（東京大学出版会、2005年）
- （芝原邦爾・西田典之）『刑法判例百選I<総論>〔第5版〕』（有斐閣、2003年）
- （芝原邦爾・西田典之）『刑法判例百選II<各論>〔第5版〕』（有斐閣、2003年）
- （西田典之・佐伯仁志）『刑法判例百選I<総論>〔第6版〕』（有斐閣、2008年）
- （西田典之・佐伯仁志）『刑法判例百選II<各論>〔第6版〕』（有斐閣、2008年）
- （佐伯仁志）『刑法判例百選I<総論>〔第7版〕』（有斐閣、2014年）
- （佐伯仁志）『刑法判例百選II<各論>〔第7版〕』（有斐閣、2014年）

### 学会活動等
- 2003年 日本刑法学会常務理事（ - 2006年）
- 2009年 日本刑法学会理事長（ - 2015年）

## 最高裁判所判事として担当した訴訟
- 最高裁平成30年3月22日第一小法廷判決（前日に詐欺の被害に遭っていた被害者に対し、被害金を取り戻すためには預金を下ろして自宅に持ち帰る必要があるとの1回目の嘘と、まもなく警察官が被害者宅を訪問するとの2回目の嘘が述べられた事案において、被害者に現金の交付を求める文言を述べていないとしても、これらの嘘を一連のものとして述べた段階で詐欺罪の実行の着手が認められるとした事例）: 山口は、「犯罪の実行行為自体ではなくとも、実行行為に密接であって、被害を生じさせる客観的な危険性が認められる行為に着手することによっても未遂罪は成立し得る」のであり、「本件事案においては、1回目の電話の時点で未遂罪が成立し得るかどうかはともかく、2回目の電話によって、詐欺の実行行為に密接な行為がなされたと明らかにいえ、詐欺未遂罪の成立を肯定することができると解される」とする補足意見を付した。
- 最高裁令和元年6月25日第一小法廷決定（ 鑑定等の新証拠が無罪を言い渡すべき明らかな証拠に当たるとして再審開始の決定をした原々決定及び結論においてこれを是認した原決定を取り消して再審請求を棄却した事例）: 山口は、多数意見に与した。
- 最高裁令和2年1月27日第一小法廷決定（児童ポルノ製造罪が成立するためには、描写されている人物がその製造時点において18歳未満であることを要しないとした事例）: 山口は、「実在する児童の性的な姿態を記録化すること自体が性的搾取であるのみならず……記録化された性的な姿態が他人の目にさらされることによって、更なる性的搾取が生じ得ることとなる。児童ポルノ製造罪は、このような性的搾取の対象とされないという利益の侵害を処罰の直接の根拠としており、上記利益は、描写された児童本人が児童である間にだけ認められるものではなく、本人がたとえ18歳になったとしても、引き続き、同等の保護に値するものである」とする補足意見を付した。
- 2020年10月15日、郵便局（日本郵便）で勤務する非正規労働者（契約社員）が正社員と同じ手当や休暇を与えるよう求めた訴訟の上告審において、山口は第1小法廷の裁判長として、「待遇に不合理な格差があり、違法」との判断を示し、労働者側勝訴の判決を言い渡した[12][13]。
- 最高裁令和4年1月20日第一小法廷判決（いわゆるCoinhive事件上告審。罰金10万円の有罪とした東京高等裁判所の判決を破棄し、無罪を言い渡した）：山口は裁判長を務めた[14]。